# Измайлиха
Изма́йлиха — село в Красноармейском районе Приморского края. Административный центр Измайлихинского сельского поселения.

## География
Село Измайлиха стоит в долине реки Маревка, до правого берега около трёх километров.
От села Измайлиха на запад идёт дорога к селу Метеоритный, до села около 10 км, на восток — к селу Лимонники, до села около 30 км.
Расстояние до районного центра Новопокровка (через Метеоритное, Лукьяновку и Гончаровку) около 50 км.
Село Измайлиха приравнено к районам Крайнего Севера.

## Население
| 2002 | 2010 |
| ---- | ---- |
| 426  | ↘287 |

## Улицы
| - ул. Болотная, - пер. Клубный, - ул. Комсомольская, - пер. Лесной, - ул. Луговая, | - ул. Новая, - ул. Первомайская, - ул. Почтовая, - пер. Тихий, - ул. Центральная. |

## Экономика
Жители занимаются сельским хозяйством.